# Vilne (Crimea)
|  | Per a altres significats, vegeu «Vólnoie». |

Vilne (en (ucraïnès): Вільне) és un assentament de tipus urbà (un possiólok) de la República Autònoma de Crimea a Ucraïna, que el 2021 tenia 1.926 habitants. Pertany al districte rural de Djankoi.